# Hellraiser: Bloodline
Hellraiser: Bloodline (alternativně též Hellraiser IV: Bloodline či Hellraiser: Pekelný jezdec) je americký sci-fi horor z roku 1996 a čtvrtý díl série Hellraiser. Snímek je prequelem a zároveň pokračováním předchozích dílů. Režie se chopili Kevin Yagher a Joe Chappelle . Hlavní role ve filmu ztvárnily Doug Bradley, Bruce Ramsay, Valentina Vargas, Kim Myers a Adam Scott. Šlo o poslední díl série, který byl distribuován v kinech a který využíval motivy z díla Clivea Barkera.
Krátce po dokončení filmu režisér Kevin Yagher opustil natáčení kvůli sporu se společností Miramax, která požadovala přetočení mnoha scén. Studio se proto rozhodlo najmout nového režiséra. Nakonec se rozhodlo pro Joe Chappella, jenž pro Miramax rok předtím natočil horor Halloween - Prokletí Michaela Meyrse. Ten přetočil mnoho scén a zkrátil film o 25 minut. Kvůli těmto změnám musel být natočen zcela nový konec a u mnoha postav se změnili motivace a vztahy. Yagher cítil, že nová verze filmu se od jeho vize příliš liší a nechal se v titulcích uvést pod pseudonym Alan Smithee. 

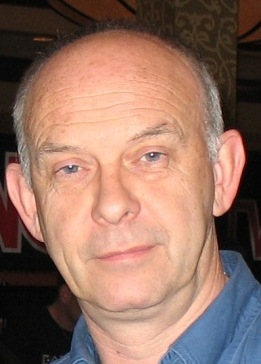
Představitel Pinheada Doug Bradley

## Děj
V osmnáctém století je slavný hračkář LeMarchand najat, aby pro hraběte Duca de L'Isle sestrojil hrací kostku. Netuší však, že kostka slouží jako brána do pekla a lze díky ní přivolat démony – cenobity a jejich vůdce, Pinheada.